# Received Pronunciation
La received pronunciation, aussi appelée Oxford English, Queen's English  ou BBC English, est la prononciation traditionnellement considérée comme standard pour l'anglais britannique.
C'est le dialecte de prestige en Angleterre, mais il n'a pas de prestige particulier dans les autres pays anglophones. Cet anglais n’est parlé que par 3 % de la population britannique. On trouve d'autres prononciations de l'anglais, dans les îles Britanniques par exemple, où on parle le londonien (cockney), l’anglais de l’estuaire, l’anglais gallois, l’anglais du Nord, l’anglais irlandais et l'anglais écossais. Il existe également des distinctions de classe, notamment entre la classe moyenne et la classe supérieure.

## Caractéristiques
- Les nasales et les liquides (/m/, /n/, /ŋ/, /r/ , /l/) peuvent être syllabiques dans les syllabes atones.[5] Dans la received pronunciation, la consonne de row est généralement une approximante postalvéolaire[5]. Cette consonne est normalement notée par le signe [ɹ] dans l'API, mais le signe /r/ est traditionnellement utilisé pour la received pronunciation dans la plupart de la littérature sur le sujet.
- Les occlusives sourdes (/p/, /t/, /k/, /tʃ/) sont aspirées en début de syllabe, à moins d'être suivies par une voyelle complètement atone. Par exemple, le /p/ est aspiré dans impasse, où -passe est accentué, mais pas dans compass, où -pass n'est pas accentué. Il n’y a pas d'aspiration quand elles sont précédées par /s/, dans la même syllabe, comme dans spot ou stew. Lorsqu'une sonante /l/, /r/, /w/ ou /j/ suit, l'aspiration est indiquée par[pas clair] un dévoisement partiel de la sonante.[6] /r/ est une fricative une fois dévoisée.[5]
- En fin de syllabe, /p/, /t/, /tʃ/ et /k/ peuvent être précédés d'un coup de glotte ou, dans le cas de /t/, entièrement remplacé par un coup de glotte, surtout avant une nasale syllabique (bitten [ˈbɪʔn̩]).[6],[7] Le coup de glotte peut être réalisé avec une voix craquée ; ainsi, une transcription phonétique alternative de attempt [əˈtʰemʔt] pourrait être [əˈtʰemm̰t].[5]
- La fricative dentaire voisée (/ð/) est le plus souvent une plosive dentale faible ; la séquence /nð/ est souvent réalisée comme [n̪n̪] (un long dental nasal).[8] [9][10] /l/ a un allophone vélarisé ([ɫ]) dans la rime de la syllabe.[11] /h/ devient voisé ([ɦ]) entre sons voisés.[12],[13]
- De nombreuses descriptions conventionnelles du système vocalique de la received pronunciation séparent les voyelles qui ne sont pas des diphtongues en deux catégories, « longues » et « courtes ». Ceci ne veut pas dire que l'anglais a des paires minimales dans lesquelles la seule différence est la longueur des voyelles. « Long » et « court » sont des termes de couverture pratiques[pas clair] pour un certain nombre de caractéristiques phonétiques. Les appariements long-court illustrés ci-dessus incluent également des différences dans la qualité des voyelles.
- Courts: /ɪ/ dans kit, mirror et rabbit, /ʊ/ dans foot et cook, /e/ dans dress et merry, /ʌ/ dans strut et curry, /æ/ dans trap et marry, /ɒ/ dans lot et orange, /ə/ dans ago et sofa.
- Longs: /iː/ dans fleece, /uː/ dans goose, /eə/ dans bear, /ɜː/ dans nurse et furry, /ɔː/ dans north, force et thought, /ɑː/ dans father et start.